# قرخماز اوبا
قرخماز اوبا (به لاتین: Qorxmazoba) یک منطقه مسکونی در جمهوری آذربایجان است که در شهرستان قوبا واقع شده است. قرخماز اوبا ۸۳۱ نفر جمعیت دارد.